# Parc national de l'archipel de La Maddalena
Le parc national de l’archipel de La Maddalena (en langue sarde : Parcu natzionale de s'Arcipelagu de sa Madalena), est un parc national italien situé dans le nord de la Sardaigne, dans l'archipel de La Maddalena, qui comprend environ 60 îles et îlots et s'étend sur 180 km de côtes.
Le territoire est majoritairement marin (environ 78%) et fait partie du Sanctuaire des mammifères marins. Avec la réserve naturelle des Bouches de Bonifacio, il forme le parc international des Bouches de Bonifacio.
Les îles les plus importantes sont La Maddalena, Caprera, Budelli, Mortorio, Razzoli, Santa Maria et Spargi. Leur formation géologique très ancienne est d'origine granitique et schisteuse. Les premières traces d'installation remontent au Néolithique (2500-2000 avant notre ère).

## Géographie
Le parc couvre une superficie terrestre de 5 100 hectares et une zone marine de 15 046 hectares, sur un front de 180 km de côtes, s’étendant du détroit de Bonifacio et comprenant toutes les îles appartenant à l’archipel de La Maddalena.
Les îles principales de la Maddalena sont au nombre de sept : Maddalena, Caprera, Santo Stefano, Spargi, Budelli, Razzoli et Santa Maria. Seule l'île de la Maddalena est habitée, les autres constituent un milieu parfaitement vierge, sans trace d'installations humaines, où la nature a conservé ses droits. 
De nombreuses espèces végétales sont considérées par les scientifiques comme endémiques ou rares : on dénombre ainsi environ sept cents fleurs. La faune est surtout composée de reptiles, tels le lézard montagnard corse, ou le rare et menacé petit gecko. Les oiseaux sont bien représentés, avec les mouettes corses, puffins cendrés et cormorans huppés.

## Galerie

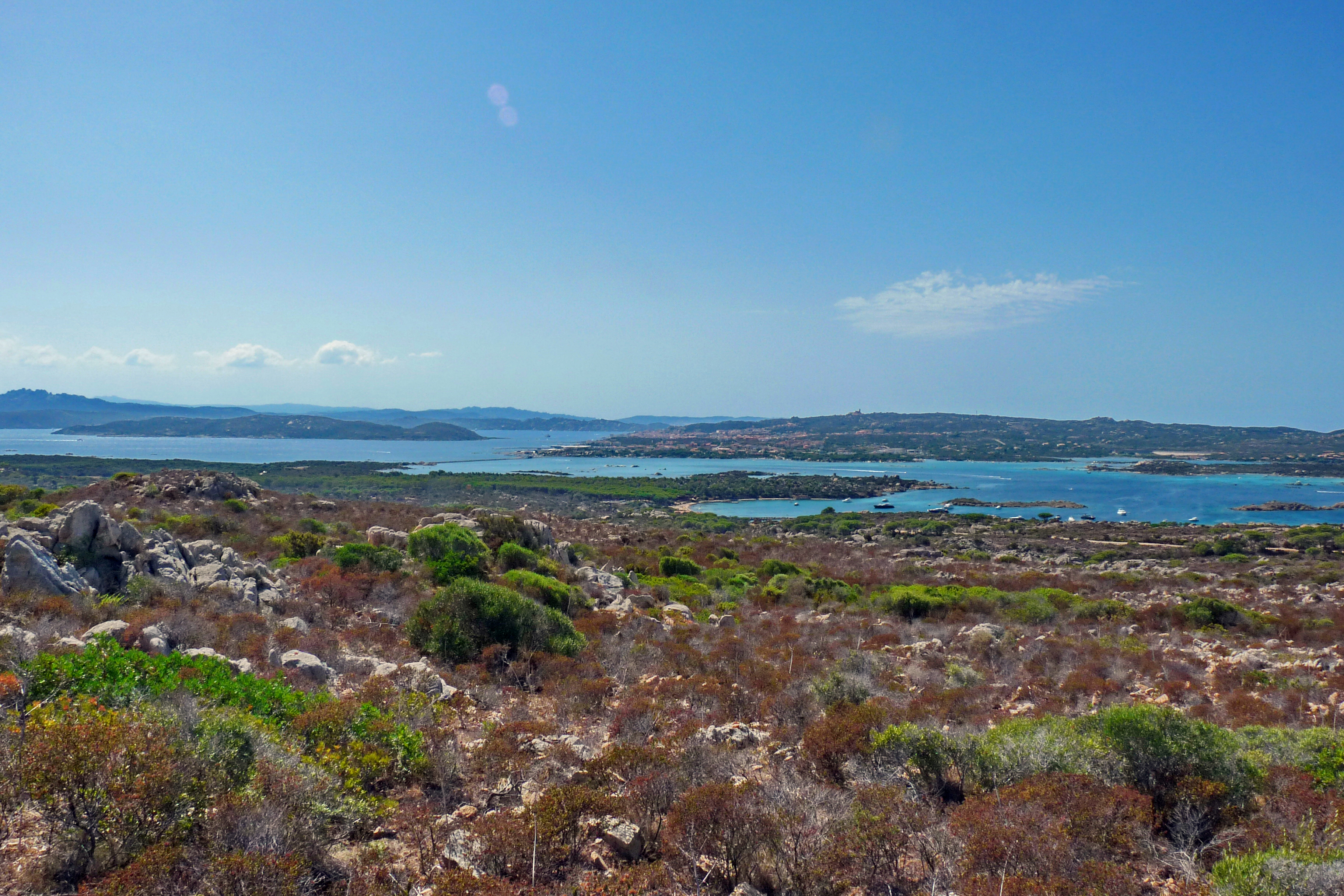
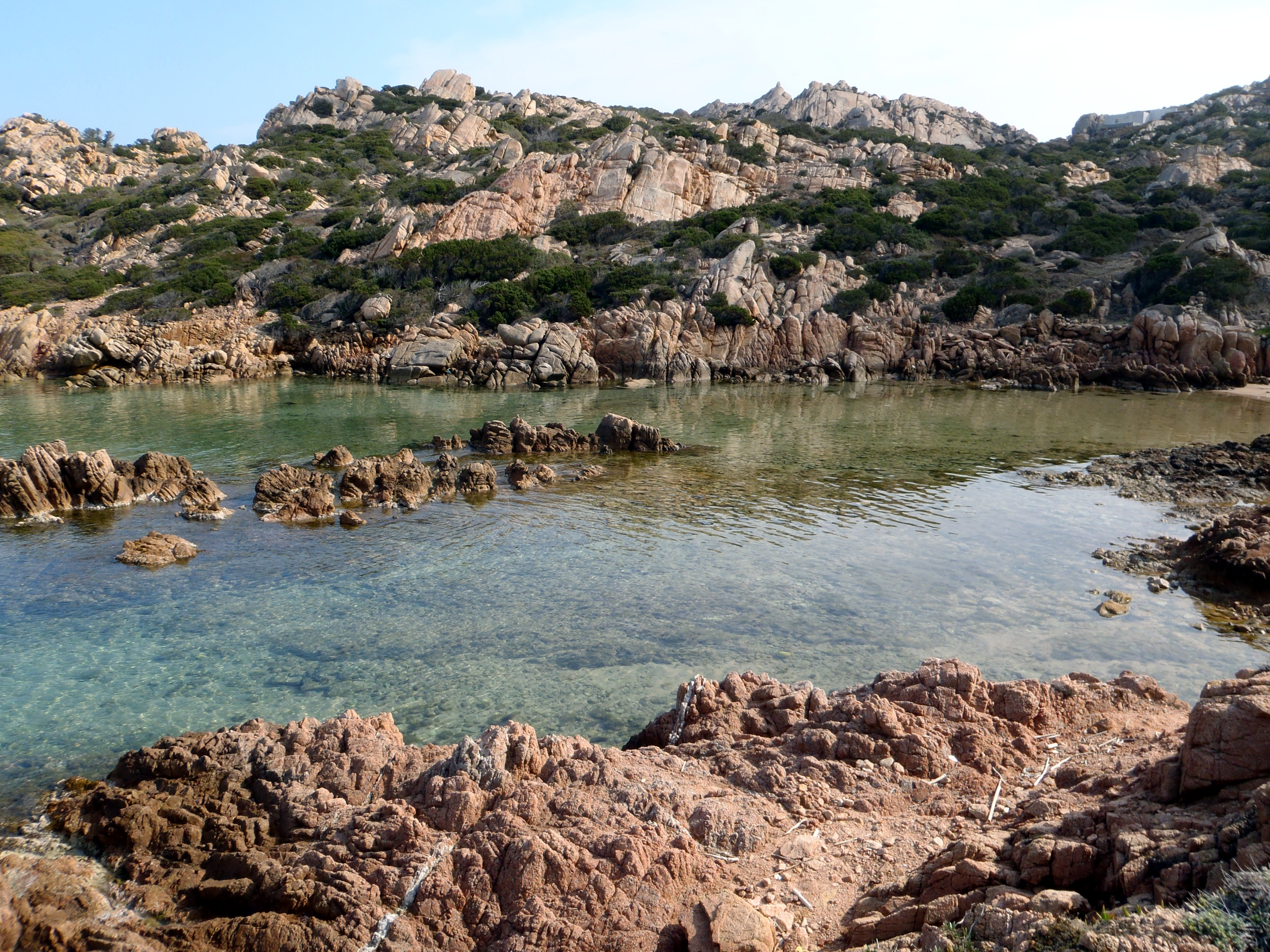
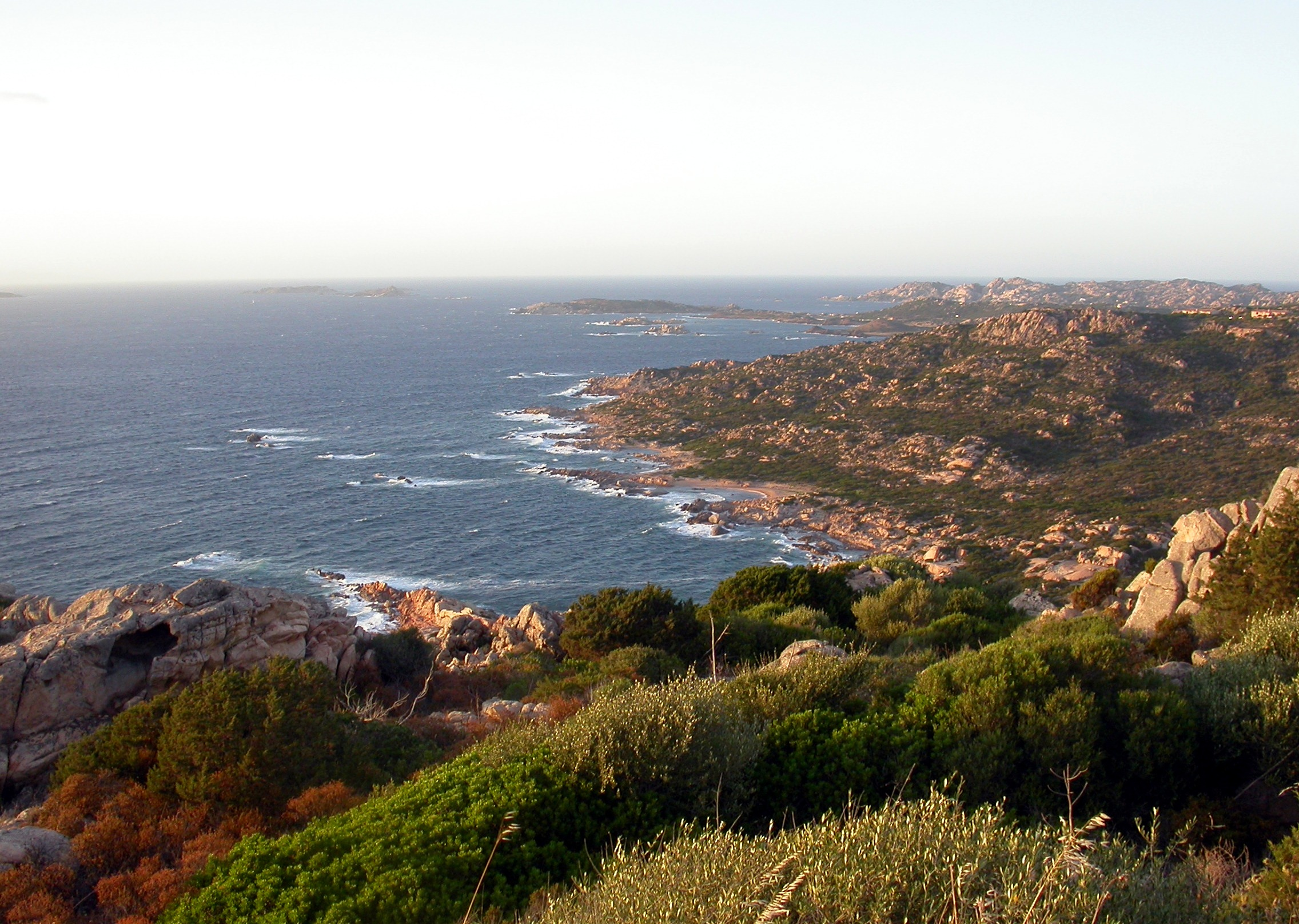
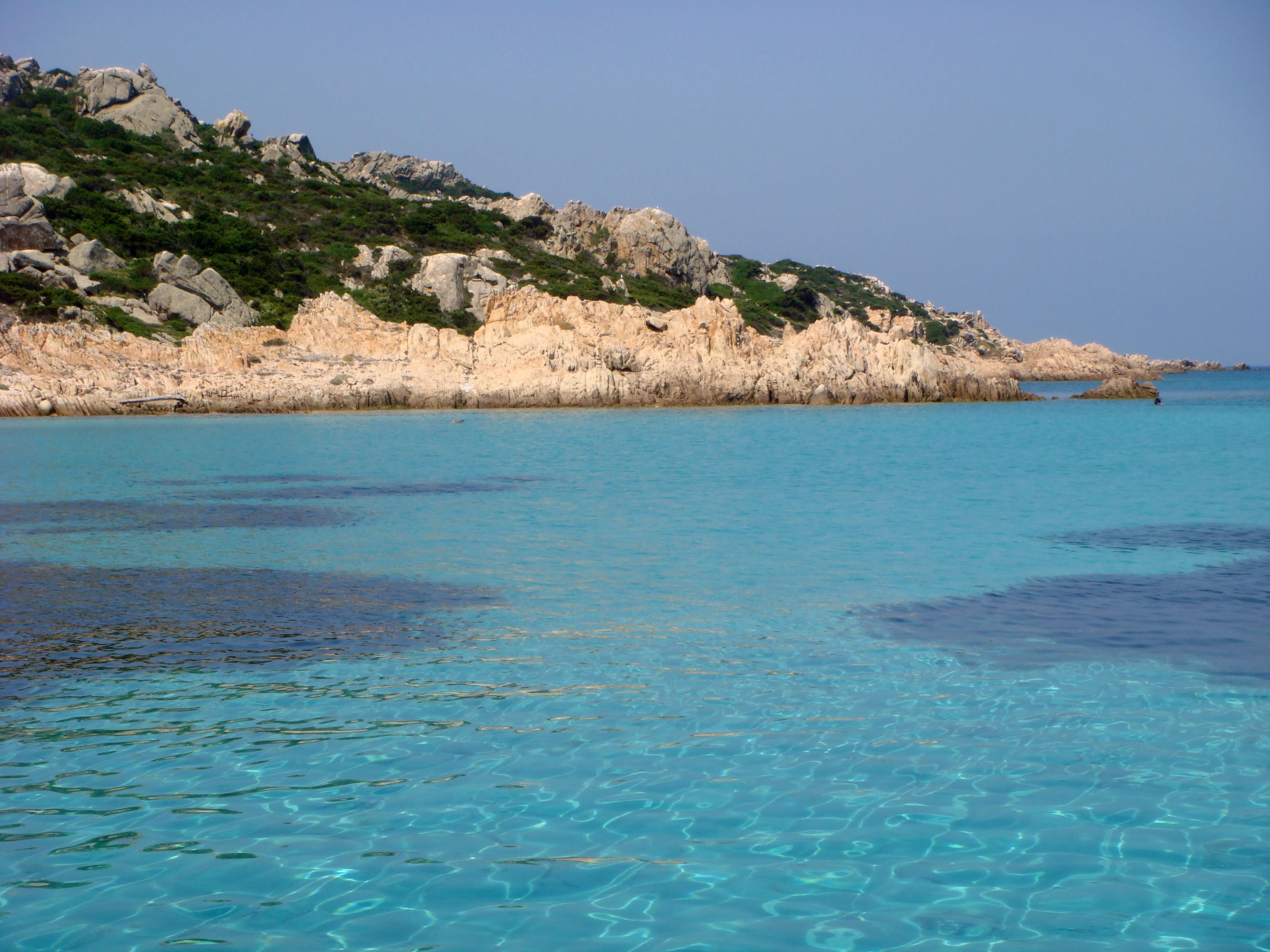
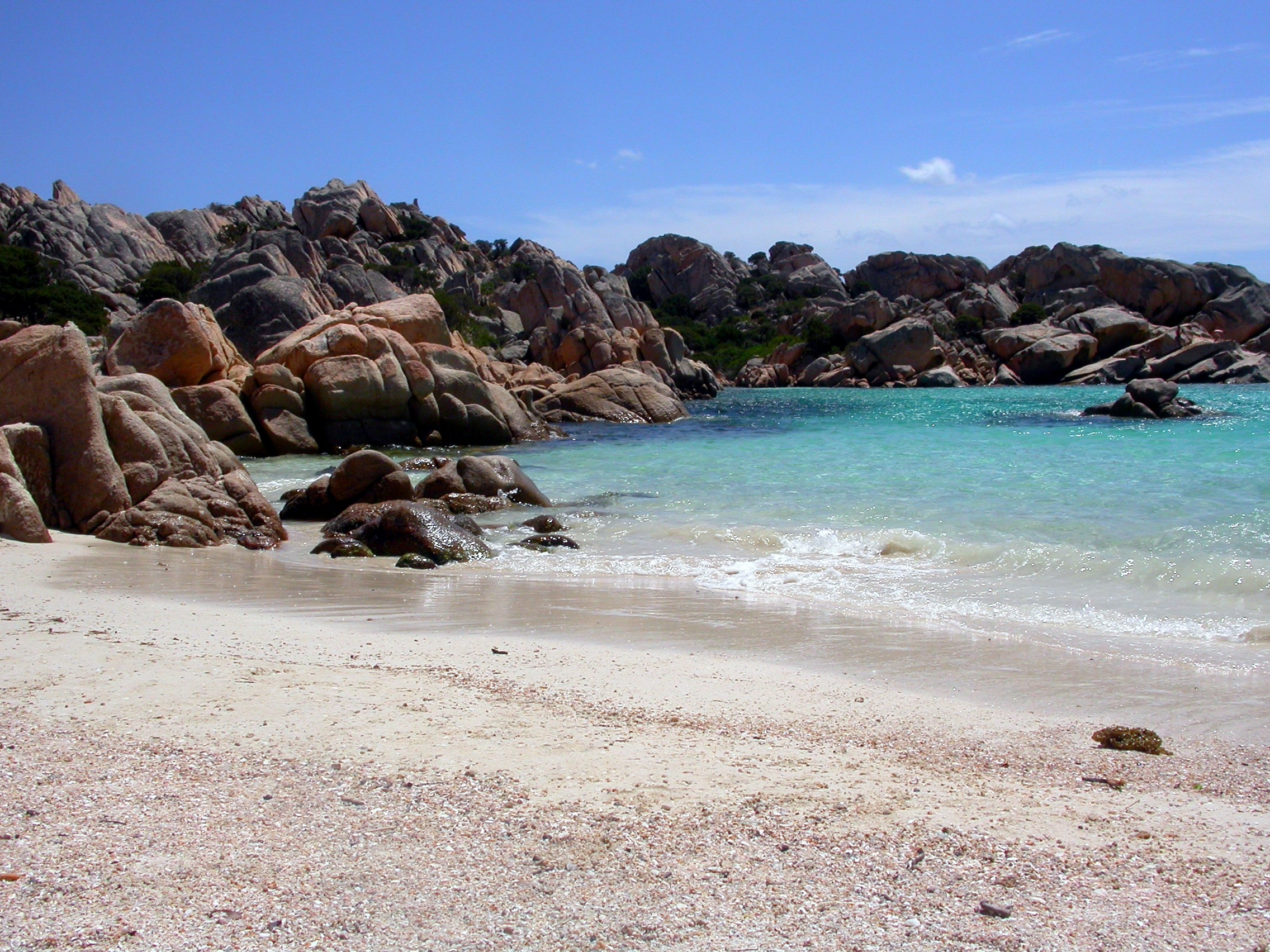
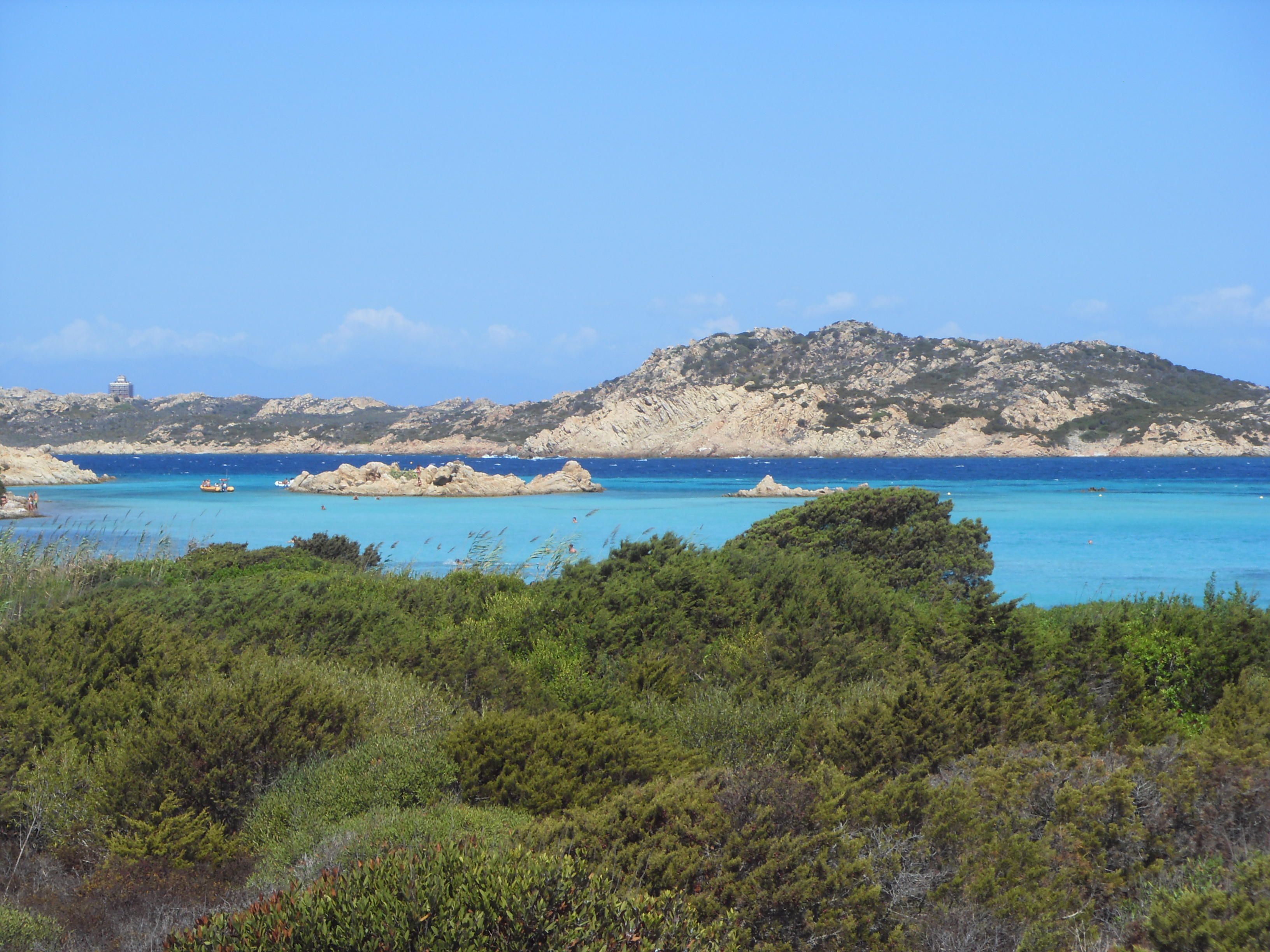